# Финляндия на зимних Олимпийских играх 2022
Финляндия на зимних Олимпийских играх 2022 года в Пекине была представлена в 9 видах спорта. В состав сборной входили 95 спортсменов. Знаменосцем сборной на церемонии открытия стал хоккеист Валттери Филппула. На церемонии закрытия флаг Финляндии пронесла лыжница Криста Пярмякоски. Финским спортсменам удалось завоевать 8 олимпийских медалей. Финны впервые с 2002 года выиграли более одной золотой медали. На Играх 2006, 2010, 2014 и 2018 годов финны в сумме выиграли только две золотые медали.
Финны впервые в истории выиграли олимпийское золото в хоккее с шайбой (ранее они завоевали две серебряные и 4 бронзовые награды). Второе золото на дистанции 15 км завоевал лыжник Ийво Нисканен, который выиграл золото в 2014 году в командном спринте, а в 2018 году стал чемпионом уже на дистанции 50 км.

## Полный состав сборной
Горнолыжный спорт: Риикка Хонканен, Роза Похйолайнен, Эрика Пикалайнен, Саму Торсти;
Биатлон: Мари Эдер, Туомас Харьюла, Олли Хииденсало, Эрика Янка, Анастасия Киннунен, Хейкки Ляйтинен, Суви Минккинен, Теро Сеппяля;
Лыжные гонки: Ристоматти Хакола, Пертту Хювяринен, Ясми Йоэнсуу, Жасмин Кахара, Анне Кюллёнен, Реми Линдхольм, Катри Люлюнперя, Йони Мяки, Йоханна Матинтало, Ийво Нисканен, Кертту Нисканен, Криста Пярмякоски, Лаури Вуоринен;
Фигурное катание: Енни Сааринен, Юлия Турккила, Маттиас Верслуйс;
Фристайл: Анни Карава, Симо Пельтола, Олли Пенталла, Йон Саллинен, Ийми Салонен, Севери Виереля;
Хоккей с шайбой (девушки): Санни Хакала, Йенни Хийрикоски, Элиза Холопайнен, Сини Карьялайнен, Мишель Карвинен, Анни Кейсала, Нелли Ляйтинен, Юлия Лиикала, Эвелина Мякинен, Петра Ниеминен, Таня Нисканен, Енниина Нюлунд, Меэри Ряйсянен, Санни Рантала, Ронья Саволайнен, Софьянна Сунделин, Сюзанна Тапани, Ноора Тулус, Миннамари Туоминен, Вииви Вайникка, Санни Ванханен, Эмилия Веса, Элла Вийтасуо;
Хоккей с шайбой (мужчины): Миро Аалтонен, Марко Анттила, Ханнес Бьёрнинен, Валттери Филппула, Никлас Фриман, Маркус Гранлунд, Тему Хартикайнен, Юусо Хиетанен, Валттери Кемиляйнен, Йоонас Кемппайнен, Лео Комаров, Микко Лехтонен, Петтери Линдбом, Саку Мяеналанен, Сакари Маннинен, Йоонас Няттинен, Атте Охтамаа, Нико Оямяки, Юхо Олкинуора, Ийро Пакаринен, Харри Песонен, Вилле Покка, Тони Раяла, Харри Сятери, Франс Туохимаа, Сами Ватанен;
Лыжное двоеборье: Илкка Херола, Ээро Хирвонен, Артту Мякиахо, Отто Нииттюкоски, Пертту Репонен;
Прыжки на лыжах с трамплина: Антти Аалто, Юлия Кюкканен, Нико Кютосахо, Енни Раутионахо;
Сноуборд: Калле Ярвилехто, Карола Ниемеля, Рене Риннекангас, Энни Рукаярви.

## Медали
На Зимних Олимпийских играх 2022 года финским спортсменам удалось завоевать 8 медалей: 2 золотые, 2 серебряные и 4 бронзовые. В неофициальном медальном зачёте Игр Финляндия заняла 16-е место (из 27), улучшив тем самым свой результат относительно предыдущей зимней Олимпиады.
Лыжные гонки. Скиатлон. Мужчины. Ийво Нисканен — бронза.
Лыжные гонки. 10 км классическим стилем. Девушки. Криста Пярмякоски — бронза.
Лыжные гонки. 10 км классическим стилем. Девушки. Кертту Нисканен — серебро.
Лыжные гонки. 15 км классическим стилем. Мужчины. Ийво Нисканен — золото.
Лыжные гонки. Командный спринт. Мужчины. Ийво Нисканен и Йони Мяки — серебро.
Хоккей с шайбой. Девушки. Команда Финляндии — бронза.
Лыжные гонки. Масс-старт на 30 км. Девушки. Кертту Нисканен — бронза.
Хоккей с шайбой. Мужчины. Команда Финляндии — золото.